# Harry Fischer
Harry Fischer, eigentlich Heinrich Robert Fischer (* 30. August 1903 in Wien, Österreich-Ungarn; † 12. April 1977 in London) war ein britischer Kunsthändler, der 1938 als Jude seine österreichische Heimat verlassen musste.

## Leben
Fischer war Sohn eines Rechtsanwalts. Er brach den Besuch des Schottengymnasiums ab und machte von 1915 bis 1918 eine Buchhändlerlehre. Er war Mitglied der Wandervogelbewegung und in einem sozialistischen Jugendverband. 1923 gründete er am Wiener Kohlmarkt eine eigene Buchhandlung. Von 1931 bis 1935 war er Mitinhaber von Fischer & Berger vorm. Lang, Buchhandlung und Antiquariat und von 1935 bis 1938 Mitinhaber von Buchhandlung und Verlag Friedrich Wilhelm Frick am Graben (Wien). Nach dem Anschluss Österreichs 1938 floh er zunächst nach Zagreb und 1939 nach Großbritannien. Nach kurzer Internierung 1940 diente er im Zweiten Weltkrieg in einer Pionier-Einheit der British Army. 1945 war er Journalist bei der Financial Times.
1946 gründete er mit Frank Lloyd die Kunsthandlung Marlborough Fine Art.
1947 erhielt er die britische Staatsbürgerschaft. In den frühen 1970er Jahren gründete er mit seinem Sohn Wolfgang Georg Fischer die Kunsthandlung Fischer Fine Art.

## Fischer Collection
In den 1960er und frühen 1970er Jahren baute er eine Sammlung mit Büchern und Material zum deutschen  Expressionismus, Dada und zum Bauhaus auf. Die Sammlung enthält unter anderem Bücher von oder über George Grosz, Wassily Kandinsky, Paul Klee, Oskar Kokoschka, Emil Nolde und Kurt Schwitters. 
Seine Witwe Elfriede Fischer übergab die Sammlung von 69 Büchern, Zeitschriften und Katalogen 1996 dem Victoria and Albert Museum, wo sie als Teil der National Art Library geführt wird.

### Harry-Fischer-Liste
Teil der Sammlung Fischers war eine Liste von Werken der sogenannten Entarteten Kunst, wobei es unklar ist, wie er an diese gekommen ist. 1997 identifizierte Andreas Hüneke sie als eine komplette Abschrift eines nach dem Sommer 1941 von Rolf Hetsch erstellten maschinenschriftlichen, nach Herkunftsmuseen geordneten Gesamtverzeichnisses als Bilanz der Aktion Entartete Kunst in zwei Bänden. Vom ersten Band A–G existieren mehrere Exemplare, darunter ein Handexemplar mit Nachträgen im Bundesarchiv; der zweite Band galt bis dahin als verschollen. Nach dem Schwabinger Kunstfund machte das Museum die Liste, die in den Medien als Londoner Liste oder als Harry-Fischer-Liste bezeichnet wird, im Januar 2014 wegen ihrer überragenden Bedeutung für die Provenienzforschung online zugänglich. Die Liste bildet die Datengrundlage für die Datenbank Gesamtverzeichnis der 1937 in deutschen Museen beschlagnahmten Werke der Aktion "Entartete Kunst", die bis zu dessen Tod unter Mitarbeit von Andreas Hüneke von der Forschungsstelle "Entartete Kunst" an der Freien Universität Berlin betrieben wurde.

## Ehrungen
- Bundesverdienstkreuz 1. Klasse (21. Mai 1965)[6]